# Асеевка
Асе́евка (укр. Асіївка) — село, Асеевский сельский совет, Изюмский район, Харьковская область, Украина.
Является административным центром Асеевского сельского совета, который также включает в себя посёлок Слобожанское и сёла Новониколаевка, Поповка, Соколовка, Успенское.

## Географическое положение
По территории протекает река Викнина, которая впадает в реку Чепель.

## История
Поселение было основано в 1731—1733 гг..
Являлась слободой Шебелинской волости Змиевского уезда Харьковской губернии Российской империи.
25 августа 1888 г. близ слободы Асеевки была учреждена низшая сельскохозяйственная школа 2-го разряда. Для этой цели в безвозмездное пользование был отведён участок казённой земли размером 317 десятин, 720 квадратных сажени. Ввиду нехватки финансовых средств школа была закрыта в 1915 году.
Попечители:
- Лесевицкий Александр Семёнович (с весны 1889 г.)[5];
- Медиш Максим Михайлович (с июля 1895 г.)[6].
- На 1910 г. роль попечителя исполняла Змиевская уездная земская управа[7].

Управляющие
- Юдин Иван Данилович (с 15 апреля 1888 г.)[8];
- Таранухин Владимир Михайлович (с 1 января 1895 г.)[9];
- Дмитренко Иван Егорович (с января 1897 г.)[10];
- Поплавский Александр Петрович (с 23 августа 1908 г.)[7].

В 1966 году население составляло 727 человек, здесь находился колхоз им. Фрунзе мясо-молочного направления (на балансе которого было 3315 гектаров земли), действовали средняя школа, клуб с залом на 200 мест и библиотека.
По переписи 2001 года население составляло 770 (357/413 м/ж) человек.

## Экономика
- «Асеевское», сельскохозяйственное ООО.
- «Маркас», ЧП.

## Объекты социальной сферы
- Школа.
- Дом культуры.

## Транспорт
Находится в 20 км от ближайшей железнодорожной станции Балаклея.
Рядом с селом проходит автомобильная дорога Т-2110.

## Известные люди
- Иван Николаевич Сильванский — в 1924—1928 годах священник Николаевской церкви в селе Асеевка.
- Катыхина, Мария Романовна — Герой Социалистического Труда[2].
- Василий Дмитревич Бринцев — заместитель Председателя Конституционного Суда Украины, родился в 1951 году в селе Асеевка.